# Elecciones presidenciales de Rumania de 2024
Las elecciones presidenciales se celebraron en Rumania el 24 de noviembre de 2024, y debido a que ningún candidato alcanzó la mayoría requerida, inicialmente se celebraría una segunda vuelta el 8 de diciembre. Fueron las novenas elecciones presidenciales celebradas en la Rumania posterior a 1989. Como la Constitución rumana permite un máximo de dos mandatos presidenciales (consecutivos o no), el presidente en ejercicio, Klaus Iohannis, elegido por primera vez en 2014 y luego reelegido en 2019, no es elegible para la reelección. Su segundo y último mandato normalmente finalizará en diciembre de 2024.
El resultado de la primera vuelta fue visto como una sorpresa, ya que el candidato independiente Călin Georgescu y la política de centroderecha Elena Lasconi avanzaron a la segunda vuelta. Esta fue la primera vez desde el año 2000 que un candidato nacionalista llegó a la segunda vuelta en lugar de los Liberales Nacionales o el ahora desaparecido Partido Liberal Democrático. También es la primera vez en el período poscomunista que los socialdemócratas no logran llegar a la segunda vuelta.
El 6 de diciembre el Tribunal Constitucional anuló los resultados de la primera vuelta y ordenó repetir todo el proceso electoral.En enero de 2025, el portavoz del gobierno rumano, Mihai Constantin, informó que la primera vuelta del nuevo proceso electoral tendrá lugar el 4 de mayo de 2025, mientras que la segunda vuelta se producirá el 18 de mayo de 2025.

## Contexto

### Elecciones de 2019 y COVID-19
Beneficiándose del rechazo hacia el Partido Socialdemócrata (PSD), envuelto en escándalos de corrupción, el presidente saliente Klaus Iohannis y candidato del Partido Nacional Liberal (PNL) ganó cómodamente la segunda vuelta de las elecciones presidenciales de 2019 contra la ex primera ministra Viorica Dăncilă. Esta reelección se produjo casi un mes después de que asumiera el cargo el nuevo primer ministro Ludovic Orban del Partido Nacional Liberal (PNL).
El Gobierno Orban I fue derrocado el 5 de febrero de 2020 por una moción de censura presentada por la oposición socialdemócrata, que se opuso al proyecto de ley de reforma del Código Electoral que preveía el restablecimiento de la segunda vuelta para la elección de alcaldes. La moción recibió 261 votos, 28 más que el mínimo requerido.
El 6 de febrero, a Orban se le encomendó la tarea de formar un nuevo gobierno. El proyecto de reforma del sistema electoral y la reelección de Orban se vieron como una estrategia del presidente Iohannis para lograr celebrar elecciones legislativas anticipadas. El 24 de febrero, el Tribunal Constitucional pidió a Iohannis que nombrara otro primer ministro.
En el contexto de la Pandemia de COVID-19, los diferentes partidos apoyaron la propuesta de no celebrar elecciones anticipadas y en su lugar apoyar la formación de un gobierno en funciones. El 13 de marzo, Ludovic Orban volvió a ser el encargado de formar el nuevo gobierno,el Parlamento, reunido en sesión conjunta el 14 de marzo, le dio la confianza al Gobierno Orban II. La posesión, apenas 24 horas después del nombramiento de Orban, constituye un récord desde la caída del comunismo. La toma de posesión de los ministros, se realizó la misma tarde en el Palacio Cotroceni, la posesión del nuevo gobierno estuvo sujeta a medidas sanitarias especiales, hasta el punto de que la mayoría de los ministros se confinaron después de que un diputado del PNL diera positivo por COVID-19.

### Gobierno Cîțu
Tras las elecciones legislativas de 2020 el Partido Socialdemócrata (PSD) quedó en primer lugar pero sin mayoría absoluta ni socio probable para formar un gobierno.El primer ministro Ludovic Orban dimitió al día siguiente de las elecciones ante el fracaso de su partido en conseguir el primer lugar. Cristian Ghinea, uno de los líderes de la Alianza entre la Unión Salvar Rumanía y el Partido Libertad, Unidad y Solidaridad, invito al PNL a las discusiones para la formación de gobierno, pero también indica que su partido no aceptará cualquier ministerio.
El PNL, tras una reunión entre Ludovic Orban y el presidente de la República Klaus Iohannis, terminó eligiendo al ministro de Finanzas Públicas Florin Cîțu como candidato al cargo de primer ministro, mientras que Orban fue propuesto para ocupar la presidencia de la Cámara de Diputados. Por tanto, se le quitó el encargo de formar el nuevo gobierno al primer ministro interino Nicolae Ciucă — La alianza USR-PLUS se opuso a la elección de un militar para dirigir el gobierno. — y también se descarto como futuro primer ministro al ministro de Fondos Europeos, Ioan-Marcel Boloș. El PSD, por su parte, decidió proponer la candidatura del tecnócrata Alexandru Rafila, candidato de sus listas y experto en salud, mientras que USR-PLUS confió este papel a Dacian Cioloș. El USR-PLUS dijo que estaba dispuesto a aceptar la candidatura de Cîțu, a cambio de la presidencia de la Cámara para Dan Barna.
Sin embargo, el 18 de diciembre, los tres partidos acordaron un gobierno de coalición liderado por Cîțu, con ocho ministros para el PNL, 6 del USR-PLUS (4 de la USR y 2 del PLUS), tres para la UDMR y no independiente. Como era de esperar, Orban obtuvo la presidencia de la Cámara de Diputados, y USR-PLUS la de Senado para Anca Paliu Dragu. El 23 de diciembre se inauguró el nuevo gobierno con 260 votos a favor y 186 en contra.

### Coalición Nacional por Rumania
Una moción de censura, presentada por el PSD, fue votada contra el gobierno de Cîțu el 5 de octubre de 2021 por el Parlamento, con el apoyo de la Unión Salvar Rumanía (USR) — anteriormente miembro de la coalición de gobierno — y la Alianza para la Unión de los Rumanos (AUR).
El 12 de noviembre, tras varias semanas de negociaciones, el Partido Nacional Liberal (PNL), el Partido Socialdemócrata (PSD) y la Unión Democrática de Húngaros en Rumania (UDMR) alcanzaron un acuerdo básico para la formación de un gobierno de coalición, mientras quedaban cuestiones por resolver, como el nombre del primer ministro o el principio de rotación al frente del gobierno. El 21 de noviembre se alcanzó un acuerdo de coalición sobre el principio de rotación entre los dos partidos después de 18 meses entre Nicolae Ciucă y el presidente del PSD, Marcel Ciolacu, así como sobre el reparto de ministerios.
Al día siguiente, Ciucă fue designado primer ministro, recibiendo el apoyo del PNL, el PSD y la UDMR durante las consultas. El 23 de noviembre, según el acuerdo de coalición, Ciolacu fue elegido presidente de la Cámara de Diputados, mientras que Cîțu se convirtió en presidente del Senado. Presentado a los diputados y senadores reunidos el 25 noviembre, el gobierno obtuvo el voto de confianza del Parlamento por 318 votos a favor y 126 en contra, siendo la mayoría necesaria de al menos 234 votos y luego el gobierno prestó juramento inmediatamente.
Según lo acordado en el acuerdo de coalición, Nicolae Ciucă dimite el 12 de junio de 2023.El 13 de junio, Marcel Ciolacu recibió el encargo de formar gobiernoy presentó su composición el mismo día, el nuevo gobierno constaba solo del PSD y el PNL sacando del nuevo gobierno a la UDMR y repartiéndose los ministerios de forma equitativa. Tras la presentación del gobierno a los diputados y senadores el 15 de junio, el gobierno obtuvo el voto de confianza  por 290 votos a favor y 95 en contra, y luego prestó juramento el mismo día.

## Invalidación de la candidatura de Șoșoacă
El 6 de octubre de 2024, el Tribunal Constitucional invalidó por cinco votos de nueve la candidatura de la exsenadora de extrema derecha y eurodiputada desde 2024 Diana Iovanovici-Șoșoacă. Esto según el Tribunal Constitucional; debido a las polémicas por sus comentarios conspirativos, ultranacionalistas, anti-vacunas, prorrusos, antiamericanos, antiucranianos, antisionistas y antisemitas, y su estilo «excéntrico» agresivo y vulgar, además de que durante la campaña hizo apología de ser la defensora del Pueblo rumano contra las “élites”. Apoyaba la idea de la creación de una Gran Rumanía, en particular mediante la anexión de territorios ucranianos con pasado rumano. Desde mucho tiempo antes de su descalificación ocupaba el tercer lugar en las encuestas presidenciales.
El 8 de octubre, si bien la decisión fue impugnada por muchas figuras políticas de ambos lados del espectro político, que temían que esta decisión sentara un peligroso precedente, el Tribunal Constitucional la justificó por el hecho de que la excandidata «cuestiona e ignora la obligación de respetar la Constitución a través de su discurso público que pide la supresión de los valores y principios fundamentales del Estado, a saber, la membresía en la Unión Europea y la OTAN». Por su parte, el presidente del PNL y candidato presidencial Nicolae Ciucă anuncia que retira su apoyo personal al gobierno de coalición formado con el PSD, decisión que no tendría influencia en la coalición gobernante. Además de que Ciucă acusaba al PSD de haber influido en la decisión del Tribunal, debido a que cuatro de los cinco jueces que votaron a favor de la invalidación fueron designados por el PSD.

## Sistema electoral
El Presidente de Rumania es elegido por mayoría absoluta (50% +1), si ningún candidato obtiene mayoría absoluta (50% +1) se realiza una segunda vuelta entre los dos candidatos más votados de la primera vuelta.
Un ciudadano solo puede ocupar la presidencia por un máximo de dos términos de 5 años cada uno, mandatos que pueden ser tanto consecutivos como no consecutivos.
Los candidatos propuestos por partidos (un candidato por partido político) y alianzas políticas (los partidos miembros no pueden proponer candidatos por separado), así como candidatos independientes, sólo pueden presentarse si cuentan con el apoyo de al menos 200 000 votantes, según la ley. Un elector puede nominar a más de un candidato.

## Calendario electoral
- 12 de septiembre: Elección de cinco jueces del Tribunal Superior de Casación y Justicia que formarán parte de la Oficina Central Electoral por sorteo realizado por el presidente de la ÎCCJ.
- 14 de septiembre: Elección del presidente del BEC, mediante votación secreta. Elección de los vicepresidentes de la Autoridad Electoral Permanente y con un representante de cada partido político parlamentario.
- 24 de septiembre: Fecha límite para que los votantes del extranjero se registren para votar en un colegio electoral.
- 28 de septiembre: Centralización por parte del Ministerio de Relaciones Exteriores de las localidades en el exterior donde se deben establecer colegios electorales.
- 6 de octubre: Finalización de las presentaciones de candidaturas presidenciales. El Consejo Nacional para el Estudio de los Archivos de Seguridad (CNSAS) verificará si los candidatos tenían o no la condición de trabajadores o colaboradores de Seguridad.
- 9 de octubre: Publicación de las declaraciones de bienes y declaraciones de intereses de los candidatos.
- 10 de octubre: Fecha límite para que los votantes extranjeros se registren para votar por correo.
- 10 de octubre: las nominaciones siguen siendo definitivas.
- 12 de octubre: Se establece el orden de inscripción en la boleta.
- 25 de octubre: Inicio de la campaña electoral.
- 22 y 23 de noviembre: votación en el extranjero.
- 24 de noviembre: La primera ronda de votación en Rumanía tendrá lugar de 7:00 a 21:00 horas.
- 6 al 8 de diciembre: Votación en el extranjero.
- 8 de diciembre: La segunda vuelta de las votaciones en Rumanía se celebrará de 7:00 a 21:00 horas.

## Posición en la papeleta
1. Elena-Valerica Lasconi - Unión Salvar Rumanía (USR)
2. George-Nicolae Simion - Alianza para la Unión de los Rumanos (AUR)
3. Ion-Marcel Ciolacu - Partido Socialdemócrata (PSD)
4. Nicolae-Ionel Ciucă - Partido Nacional Liberal (PNL)
5. Hunor Kelemen - Unión Democrática de Húngaros en Rumania (UDMR/RMDSZ)
6. Mircea-Dan Geoană - Candidato independiente (con el apoyo de Rumania Renace y el Partido Rumania en Acción)
7. Ana Birchall - Candidata independiente
8. Alexandra-Beatrice Bertalan-Păcuraru - Partido Alternativo por la Dignidad Nacional (ADN)
9. Sebastian-Constantin Popescu - Partido Nueva Rumanía (PNR)
10. Ludovic Orban - Fuerza de la Derecha (FD), Alianza de Fuerzas de Derecha Liberales-Conservadoras (AFDLC)[nota 1][42][43]
11. Călin Georgescu - Candidato independiente
12. Cristian Diaconescu - Candidato independiente
13. Cristian-Vasile Terheș - Partido Conservador Nacional Rumano (PNCR)
14. Silviu Predoiu - Partido Liga de Acción Nacional (PLAN).

## Candidatos

### Partido Nacional Liberal
El presidente Klaus Iohannis no es elegible para un tercer mandato, por lo que el partido necesita encontrar otro candidato adecuado. El ex primer ministro y expresidente del PNL, Ludovic Orban, declaró en Tecuci, condado de Galați, el 22 de mayo de 2021, que no «descarta» una candidatura en 2024. El 25 de junio de 2021, el entonces primer ministro Florin Cîțu declaró en Piatra Neamț que «actualmente no está considerando» una candidatura presidencial.Además, los líderes del partido consideran proponer al actual presidente Klaus Iohannis asuma como primer ministro, una vez que finalice su mandato presidencial en diciembre de 2024.

### Partido Socialdemócrata
En un programa de entrevistas televisado, el 24 de abril de 2021, el líder del partido Marcel Ciolacu afirmó que «es muy probable» que el presidente del partido (él mismo, en ese momento) no se postule para presidente en 2024. Preguntado sobre la posibilidad de considerar una candidatura presidencial, el miembro de la Cámara de Diputados, Alexandru Rafila, respondió vagamente el 4 de julio de 2021 «nunca digas nunca», pero subrayó que postularse para presidente «definitivamente no es mi objetivo». En otro programa de entrevistas televisado, el ex primer ministro Sorin Grindeanu afirmó que el partido «va a ganar» en todas las elecciones previstas para 2024 (elecciones legislativas, elecciones locales, elecciones al Parlamento Europeo y elecciones presidenciales) y que «no descarta» que Mircea Geoană podría ser, una vez más, el candidato presidencial del partido. Mircea Geoană se postuló para presidente en 2009, pero perdió por poco en la segunda vuelta ante Traian Băsescu, quien luego fue reelegido para un segundo y último mandato. Según las especulaciones actuales, Mircea Geoană podría presentarse a la presidencia en 2024, pero aún no está claro si recibirá el apoyo del PSD, según el actual presidente del PSD, Marcel Ciolacu.El 24 de agosto de 2024, en el Congreso del PSD, Ciolacu fue designado oficialmente como candidato presidencial del partido.

### Unión Salvar Rumanía
El excandidato presidencial Dan Barna (y copresidente del partido) declaró en varias entrevistas en abril de 2021 que su candidatura «no estaba descartada» y que era un «escenario real».  El copresidente del partido, Dacian Cioloș, declaró en una entrevista el 18 de febrero de 2021 que también estaba considerando una posible candidatura.  El 1 de octubre de 2021, Cioloș declaró que su objetivo era ganar las elecciones presidenciales de 2024. El 29 de junio de 2024, en el Congreso de la USR, la recién elegida presidenta del partido, Elena Lasconi, también fue designada oficialmente como candidata presidencial del partido.

### Fuerza de la Derecha
El 28 de junio de 2022, el ex primer ministro, expresidente del PNL y actual líder de Fuerza de la Derecha (FD), Ludovic Orban, anunció que se postularía a la presidencia en 2024, afirmando también que no quiere apoyar a ningún otro candidato, sintiéndose tremendamente decepcionado por el titular Klaus Iohannis.

### Partido Verde
En 2019, el entonces presidente del Partido Verde, Florin Calinescu, declaró que quería presentarse a la presidencia en 2024. Mientras tanto, en 2022, se eligió a una nueva dirección del Partido Verde, junto con el relanzamiento de la formación el 3 de septiembre de 2022. En febrero de 2024, el Partido Verde transmitió que consideraba al independiente Mircea Geoana como el único candidato con posibilidades reales de ganar las elecciones presidenciales y que aborda los temas verdes, considerando su apoyo en las elecciones.

## Encuestas de opinión

### Después de las inscripciones
| Encuestadora      | Fecha          | Muestra | Geoană Ind. | Ciolacu PSD | Simion AUR | Ciucă PNL | Lasconi USR | Kelemen UDMR | Dianoconescu Ind. | Terheș PNCR | Birchall Ind. | Orban FD | Otro |
| Encuestadora      | Fecha          | Muestra |             |             |            |           |             |              |                   |             |               |          | Otro |
| ----------------- | -------------- | ------- | ----------- | ----------- | ---------- | --------- | ----------- | ------------ | ----------------- | ----------- | ------------- | -------- | ---- |
| COMQUEST          | 16–22 Nov 2024 | 1042    | 7.4         | 24.4        | 16.2       | 17.6      | 12.1        | 3.7          | 5.2               | 4.1         | —             | —        | —    |
| AtlasIntel        | 15–20 Nov 2024 | 2003    | 7.0         | 24.3        | 15.4       | 12.1      | 15.3        | 5.9          | 3.3               | 2.1         | 4.2           | 1.5      | 8.9  |
| INSOMAR           | 14–20 Nov 2024 | 1042    | 8.4         | 24.4        | 16.2       | 15.6      | 12.7        | 3.6          | 4.4               | 3.8         | —             | —        | —    |
| Verifield for USR | 8–14 Nov 2024  | 968     | 8.1         | 26.3        | 18.8       | 7.3       | 17.1        | 4.7          | 6.8               | 2.8         | —             | 1.1      | 7.0  |
| INSCOP            | 7–12 Nov 2024  | 1100    | 13.3        | 25.3        | 19.1       | 9.1       | 14.3        | 4.1          | 4.6               | 2.1         | 0.8           | 1.0      | 6.3  |
| BCS               | 7–10 Nov 2024  | 1157    | 7.6         | 27.1        | 11.9       | 17.7      | 14.3        | 5.7          | 4.9               | 2.9         | 0.5           | 1.0      | —    |
| Sociopol          | 4–8 Nov 2024   | 1001    | 9.0         | 29.0        | 21.0       | 15.0      | 12.0        | 2.0          | 9.0               | 3.0         | —             | —        | —    |
| CIRA              | 1–6 Nov 2024   | 1150    | 9.0         | 29.0        | 17.0       | 19.0      | 16          | 1.0          | —                 | —           | 1.0           | —        | —    |
| Verifield for USR | 1–6 Nov 2024   | 1064    | 13.2        | 25.9        | 21.2       | 8.5       | 15.7        | 2.9          | 4.4               | 0.3         | 1.2           | 1.1      | 5.6  |
| CURS              | 30 Oct–5 Nov   | 1067    | 9.0         | 28.0        | 17.0       | 17.0      | 12.0        | 5.0          | 5.0               | 4.0         | 2.0           | —        | 1.0  |
| Argument          | 18-23 Oct 2024 | 1100    | 14.6        | 26.8        | 18.4       | 12.9      | 15.9        | 1.3          | 4.8               | 0.4         | 0.5           | 0.7      | 3.6  |
| Sociopol          | 14-18 Oct 2024 | 1003    | 10.0        | 26.0        | 20.0       | 17.0      | 13.0        | 2.0          | 9.0               | 1.0         | —             | 1.0      | 1.0  |
| INSCOP            | 11-18 Oct 2024 | 1106    | 18.1        | 24.1        | 20.7       | 8.2       | 15.0        | 3.8          | 5.1               | 1.9         | 0.9           | 1.9      | 0.3  |
| CURS              | 11-16 Oct 2024 | 1006    | 15.0        | 26.0        | 17.0       | 15.0      | 14.0        | 2.0          | 5.0               | 2.0         | 2.0           | 2.0      | 2.0  |
| Verifield for USR | 7-9 Oct 2024   | 1009    | 17.2        | 23.4        | 19.8       | 6.2       | 17.1        | 3.8          | 7.6               | 3.1         | 0.7           | 0.7      | 0.4  |
| Sociopol          | 7-9 Oct 2024   | 1004    | 10.0        | 26.0        | 19.0       | 17.0      | 12.0        | 2.0          | 9.0               | 2.0         | 2.0           | 1.0      | 2.0  |

### Antes de las inscripciones
| Encuestadora                                       | Fecha                   | Muestra | Geoană Ind. | Ciolacu PSD | Simion AUR | Ciucă PNL | Șoșoacă S.O.S. | USR  | Kelemen UDMR | Cioloș REPER | Kövesi Ind. | Otro |
| Encuestadora                                       | Fecha                   | Muestra |             |             |            |           |                |      |              |              |             | Otro |
| -------------------------------------------------- | ----------------------- | ------- | ----------- | ----------- | ---------- | --------- | -------------- | ---- | ------------ | ------------ | ----------- | ---- |
| INSOMAR-Avangarde                                  | 15–27 Sep 2024          | 1100    | 15.0        | 30.0        | 11.0       | 17.0      | 7.0            | 14.0 | 2.0          | —            | —           | —    |
| CURS                                               | 10–23 Sep 2024          | 1067    | 16.0        | 29.0        | 11.0       | 18.0      | 7.0            | 12.0 | —            | —            | —           | —    |
| INSCOP                                             | 11–16 Sep 2024          | 1102    | 20.8        | 20.5        | 12.4       | 5.6       | 12.5           | 16.0 | 3.6          |              |             | —    |
| FlashData                                          | 5–13 Sep 2024           | 1100    | 16.0        | 24.0        | 19.0       | 13.0      | 8.0            | 13.0 | —            | —            | —           | 7.0  |
| Verifield                                          | 15–30 Ago 2024          | 1793    | 17.8        | 21.9        | 14.9       | 5.9       | 12.9           | 16.3 | 1.8          | —            | —           | 8.5  |
| Sociopol                                           | 26 Ago-3 Sep 2024       | 1005    | 14.0        | 26.0        | 19.0       | 10.0      | 9.0            | 14.0 | 1.0          |              |             |      |
| Verifield for USR                                  | Ago 2024                | TBA     | 21.0        | 17.2        | 14.1       | 7.3       | 13.9           | 15.3 | 2.3          | —            | —           | 8.8  |
| The Center for International Research and Analyses | 24–30 Ago 2024          | 1099    | 14.0        | 25.0        | 13.0       | 16.0      | 11.0           | 13.0 | 3.0          | —            | —           | 5.0  |
| CURS                                               | 6–22 Ago 2024           | 1067    | 15.0        | 32.0        | 14.0       | 19.0      | 5.0            | 11.0 | —            | —            | —           | 4.0  |
| ARA for Antena3                                    | 9–26 Jul 2024           | 1009    | 20.0        | 28.0        | 10.0       | 6.0       | 12.0           | 12.0 | —            | —            | —           | 14.0 |
| CURS                                               | 18–26 Jul 2024          | 1067    | 15.0        | 31.0        | 15.0       | 19.0      | 4.0            | 12.0 | 3.0          | —            | —           | —    |
| Sociopol                                           | 9–17 Jul 2024           | 1002    | 15.0        | 25.0        | 19.0       | 12.0      | 9.0            | 14.0 | 1.0          | —            | —           | —    |
| CURS                                               | 26 Jun–2 Jul 2024       | 1067    | 17.0        | 30.0        | 13.0       | 20.0      | 6.0            | 9.0  | 3.0          | —            | —           | 2.0  |
| INSCOP                                             | 19 - 27 Jun 2024        | 1100    | 26.7        | 17.8        | 11.2       | 11.9      | 13.4           | 14.3 | 3.4          |              |             | 1.2  |
| CSPS                                               | Junio 2024              | 1013    | 24.0        | 16.0        | 28.0       | 6.0       | 4.0            | 17.0 | 5.0          | —            | —           | —    |
| INSCOP                                             | 20 - 25 de mayo de 2024 | 1100    | 23.7        | 18.2        | 13.5       | 11.5      | 12.5           | 8.6  | 5.5          |              |             | 6.4  |
| AtlasIntel                                         | 5-9 de abril de 2024    | 1764    | 33.6        | 11.8        | 10.7       | 10.9      | 1.4            | 6.9  |              |              |             | —    |
| AtlasIntel                                         | 5-9 de abril de 2024    | 1764    | 27          | 9.6         | 12.6       | 5         | 10.6           | 11.3 | 0.7          | 6.1          |             | —    |
| AtlasIntel                                         | 5-9 de abril de 2024    | 1764    | 27.3        | 9.2         | 12.4       |           | 9.8            | 13.6 | 3.0          | 6.4          |             | -    |
| INSCOP                                             | 14 Feb -5 Mar 2024      | 2000    | 26.0        | 24.0        | 13.0       | 12.0      | 8.0            |      | 3.0          |              | 9.0         | -    |
| INSCOP Research                                    | 16-24 Ene 2024          | 1100    | 26.5        | 18.9        | 13.3       | 11.4      | 14.0           | 5.9  | 3.6          | 5.1          | -           | 1.3  |
| Snap Market Research                               | 3–8 Ene 2024            | 998     | 12          | 29          | 13         | 8         | 14             | —    | 5            | —            | 10          | 9    |

## Resultados

### Primera vuelta
|  | 22.94 % |

|  | 19.18 % |

|  | 19.15 % |

|  | 13.86 % |

|  | 8.79 % |

|  | 6.32 % |

|  | 4.50 % |

|  | 3.10 % |

|  | 1.04 % |

|  | 0.46 % |

|  | 0.22 % |

|  | 0.16 % |

|  | 0.16 % |

|  | 0.12 % |

|  | 97.65 % |

|  | 2.35 % |

|  | 100.00 % |

|  | 52.56 % |

#### Resultados por distrito
| Județ                                           | Georgescu | Georgescu | Lasconi   | Lasconi | Ciolacu   | Ciolacu | Simion    | Simion | Ciucă   | Ciucă  | Geoană  | Geoană | Kelemen | Kelemen |       |
| Județ                                           | Votos     | %         | Votos     | %       | Votos     | %       | Votos     | %      | Votos   | %      | Votos   | %      | Votos   | %       |       |
| ----------------------------------------------- | --------- | --------- | --------- | ------- | --------- | ------- | --------- | ------ | ------- | ------ | ------- | ------ | ------- | ------- | ----- |
| Județ                                           | Alba      | 33 534    | 21.88%    | 21 669  | 14.14%    | 24,175  | 15.77%    | 24,473 | 15.97%  | 28,191 | 18.39%  | 8,214  | 5.36%   | 4,326   | 2.82% |
| Arad                                            | 39 940    | 23.29%    | 25 016    | 14.58%  | 25,522    | 14.88%  | 29,571    | 17.24% | 22,701  | 13.23% | 8,896   | 5.18%  | 8,525   | 4.97%   |       |
| Argeș                                           | 66 494    | 24.84%    | 48,253    | 18.03%  | 66 229    | 24.74%  | 38 932    | 14.54% | 20 304  | 7.58%  | 14 977  | 5.59%  | 411     | 0.15%   |       |
| Bacău                                           | 55 255    | 23.35%    | 39 126    | 16.53%  | 58 805    | 24.85%  | 37 376    | 15.79% | 15 163  | 6.40%  | 15 756  | 6.66%  | 2,203   | 0.93%   |       |
| Bihor                                           | 40 789    | 16.81%    | 30 266    | 12.47%  | 40 761    | 16.80%  | 28 309    | 11.66% | 36 745  | 15.14% | 10 077  | 4.15%  | 43 959  | 18.12%  |       |
| Bistrița-Năsăud                                 | 28 413    | 25.44%    | 14 655    | 13.12%  | 25 474    | 22.81%  | 15 366    | 13.76% | 11 412  | 10.21% | 6785    | 6.07%  | 3889    | 3.48%   |       |
| Botoșani                                        | 37 249    | 25.75%    | 14 812    | 10.24%  | 40 057    | 27.69%  | 23 391    | 16.17% | 12 834  | 8.87%  | 9282    | 6.41%  | 384     | 0.26%   |       |
| Brașov                                          | 55 057    | 20.71%    | 70,209    | 26.41%  | 39 270    | 14.77%  | 31 273    | 11.76% | 19 502  | 7.33%  | 22 750  | 8.55%  | 9896    | 3.72%   |       |
| Brăila                                          | 32 360    | 26.33%    | 14 347    | 11.67%  | 33 877    | 27.57%  | 18 512    | 15.06% | 10 387  | 8.45%  | 6756    | 5.49%  | 431     | 0.35%   |       |
| Bucarest                                        | 132 656   | 14.54%    | 326,844   | 35.82%  | 135 374   | 14.83%  | 91 020    | 9.97%  | 60 415  | 6.62%  | 94 500  | 10.36% | 4180    | 0.46%   |       |
| Buzău                                           | 40 176    | 22.31%    | 18 824    | 10.45%  | 72 892    | 40.49%  | 23 222    | 12.90% | 9865    | 5.48%  | 7952    | 4.41%  | 307     | 0.17%   |       |
| Caraș-Severin                                   | 22 300    | 22.10%    | 12 667    | 12.55%  | 27,112    | 26.87%  | 17 285    | 17.13% | 10 368  | 10.27% | 4869    | 4.82%  | 842     | 0.83%   |       |
| Călărași                                        | 28 189    | 26.16%    | 11 951    | 11.09%  | 27 969    | 25.96%  | 17 868    | 16.58% | 12 136  | 11.26% | 4929    | 4.57%  | 372     | 0.34%   |       |
| Cluj                                            | 53 461    | 15.36%    | 105,733   | 30.38%  | 36 734    | 10.55%  | 37 654    | 10.82% | 33 239  | 9.55%  | 28 028  | 8.05%  | 31 315  | 9.00%   |       |
| Constanța                                       | 78 723    | 26.50%    | 57 768    | 19.44%  | 49 743    | 16.74%  | 43 236    | 14.55% | 24 944  | 8.39%  | 22 777  | 7.66%  | 824     | 0.27%   |       |
| Covasna                                         | 5530      | 7.26%     | 4730      | 6.21%   | 4876      | 6.40%   | 4191      | 5.50%  | 1772    | 2.32%  | 1418    | 1.86%  | 52 078  | 68.39%  |       |
| Dâmbovița                                       | 53 482    | 26.03%    | 27 951    | 13.60%  | 56,694    | 27.59%  | 31 075    | 15.12% | 15 767  | 7.67%  | 10 913  | 5.31%  | 365     | 0.17%   |       |
| Dolj                                            | 48 124    | 17.92%    | 35 472    | 13.20%  | 81,714    | 30.42%  | 42 785    | 15.93% | 32 297  | 12.02% | 18 288  | 6.81%  | 394     | 0.14%   |       |
| Galați                                          | 47 675    | 22.11%    | 32 538    | 15.09%  | 57,928    | 26.87%  | 34 645    | 16.07% | 15 784  | 7.32%  | 14 109  | 6.54%  | 626     | 0.29%   |       |
| Giurgiu                                         | 26 461    | 22.97%    | 10 680    | 9.27%   | 23 522    | 20.42%  | 15 451    | 13.41% | 30 573  | 26.54% | 4708    | 4.08%  | 184     | 0.15%   |       |
| Gorj                                            | 32 981    | 23.44%    | 14 955    | 10.63%  | 36,836    | 26.18%  | 31 206    | 22.18% | 12 200  | 8.67%  | 6798    | 4.83%  | 574     | 0.40%   |       |
| Harghita                                        | 4114      | 3.49%     | 4195      | 3.56%   | 4346      | 3.69%   | 3183      | 2.70%  | 1600    | 1.35%  | 1480    | 1.25%  | 97 290  | 82.65%  |       |
| Hunedoara                                       | 37 117    | 22.34%    | 24 283    | 14.61%  | 36 706    | 22.09%  | 30 973    | 18.64% | 13 626  | 8.20%  | 9926    | 5.97%  | 3330    | 2.00%   |       |
| Ialomița                                        | 25 171    | 27.06%    | 11 701    | 12.58%  | 25 665    | 27.59%  | 16 324    | 17.55% | 5078    | 5.45%  | 4806    | 5.16%  | 332     | 0.35%   |       |
| Iași                                            | 75 455    | 22.01%    | 84,440    | 24.63%  | 63 281    | 18.46%  | 43 866    | 12.79% | 29 466  | 8.59%  | 26 679  | 7.78%  | 855     | 0.24%   |       |
| Ilfov                                           | 61 895    | 23.56%    | 67,229    | 25.59%  | 33 977    | 12.93%  | 32 759    | 12.47% | 30 242  | 11.51% | 21 977  | 8.36%  | 739     | 0.28%   |       |
| Maramureș                                       | 37 158    | 22.63%    | 27 812    | 16.94%  | 31 144    | 18.97%  | 26 173    | 15.94% | 15 637  | 9.52%  | 9551    | 5.81%  | 7437    | 4.53%   |       |
| Mehedinți                                       | 17 454    | 15.43%    | 8039      | 7.11%   | 40,466    | 35.79%  | 18 524    | 16.38% | 21 062  | 18.62% | 4012    | 3.54%  | 264     | 0.23%   |       |
| Mureș                                           | 31 201    | 14.70%    | 29 076    | 13.70%  | 27 355    | 12.89%  | 26 370    | 12.43% | 14 761  | 6.95%  | 10 438  | 4.92%  | 64 928  | 30.60%  |       |
| Neamț                                           | 45 065    | 24.24%    | 28 682    | 15.43%  | 43 790    | 23.55%  | 30 760    | 16.54% | 15 399  | 8.28%  | 11 010  | 5.92%  | 857     | 0.46%   |       |
| Olt                                             | 29 832    | 21.79%    | 15 676    | 8.57%   | 71,054    | 38.88%  | 27 137    | 14.85% | 15 512  | 8.48%  | 7819    | 4.27%  | 213     | 0.11%   |       |
| Prahova                                         | 82 268    | 26.03%    | 57 504    | 18.19%  | 61 709    | 19.52%  | 45 880    | 14.51% | 26 447  | 8.36%  | 21 980  | 6.95%  | 778     | 0.24%   |       |
| Satu Mare                                       | 15 606    | 13.28%    | 12 810    | 10.90%  | 17 545    | 14.93%  | 12 749    | 10.85% | 10 536  | 8.96%  | 4545    | 3.86%  | 39 640  | 33.73%  |       |
| Sălaj                                           | 15 311    | 16.48%    | 11 648    | 12.53%  | 14 575    | 15.68%  | 10 814    | 11.64% | 12 823  | 13.80% | 4392    | 4.72%  | 18 573  | 19.99%  |       |
| Sibiu                                           | 47 770    | 26.34%    | 42 755    | 23.58%  | 21 650    | 11.94%  | 21 129    | 11.65% | 19 453  | 10.73% | 12 780  | 7.04%  | 2320    | 1.27%   |       |
| Suceava                                         | 72 752    | 28.47%    | 28 815    | 11.27%  | 58 344    | 22.83%  | 44 675    | 17.48% | 22 255  | 8.71%  | 14 019  | 5.48%  | 856     | 0.33%   |       |
| Teleorman                                       | 25 839    | 18.60%    | 11 306    | 8.13%   | 53 430    | 38.46%  | 20 243    | 14.57% | 17 866  | 12.86% | 5404    | 3.89%  | 155     | 0.11%   |       |
| Timiș                                           | 66 016    | 21.37%    | 87,726    | 28.40%  | 42 865    | 13.87%  | 42 935    | 13.90% | 21 007  | 6.80%  | 22 988  | 7.44%  | 5596    | 1.81%   |       |
| Tulcea                                          | 21 185    | 26.89%    | 10 741    | 13.63%  | 16 537    | 20.99%  | 15 545    | 19.73% | 5722    | 7.26%  | 4523    | 5.74%  | 216     | 0.27%   |       |
| Vaslui                                          | 32 352    | 23.06%    | 18 645    | 13.29%  | 42 503    | 30.30%  | 23 461    | 16.72% | 8857    | 6.31%  | 7265    | 5.18%  | 464     | 0.33%   |       |
| Vâlcea                                          | 34 484    | 22.76%    | 18 695    | 12.34%  | 39 397    | 26.01%  | 28 007    | 18.49% | 14 816  | 9.78%  | 8766    | 5.78%  | 401     | 0.26%   |       |
| Vrancea                                         | 27 407    | 20.34%    | 16 098    | 11.94%  | 34 862    | 25.87%  | 26 510    | 19.67% | 16 007  | 11.88% | 7104    | 5.27%  | 215     | 0.15%   |       |
| Diáspora                                        | 345 925   | 43.35%    | 214 033   | 26.82%  | 22 893    | 2.87%   | 96 339    | 12.07% | 36 934  | 4.63%  | 38 966  | 4.88%  | 4738    | 0.59%   |       |
| Total                                           | 2 120 401 | 22.94%    | 1 772 500 | 19.18%  | 1 769 760 | 19.15%  | 1 281 325 | 13.86% | 811 952 | 8.79%  | 583 898 | 6.32%  | 416 353 | 4.50%   |       |
| Fuente: Autoritatea Electorală Permanentă (AEP) |           |           |           |         |           |         |           |        |         |        |         |        |         |         |       |

#### Análisis tras la primera vuelta
El candidato independiente de extrema derecha Călin Georgescu sorprendió al quedar primero con el 23% de los votos en la primera vuelta a pesar de una ausencia casi total en la campaña, donde el candidato prefirió la presencia en redes sociales como Tik-tok, en lugar de los debates televisivos o los medios tradicionales. Su votación fue vista como un shock total para la clase política, ya que las encuestas lo situaban muy por detrás de sus competidores con estimaciones de un solo dígito. Nacionalista, rusófilo y euroescéptico, muy poco conocido por el gran público aunque cercano a la Alianza para la Unidad de los Rumanos (AUR), perdió el apoyo de esta última en 2021 tras sus críticas a la Unión Europea y a la OTAN. Su ultranacionalismo le había llevado también a defender a figuras fascistas y antisemitas rumanas como el dictador Ion Antonescu y el fundador de la Guardia de Hierro, Corneliu Codreanu, hasta el punto de ser objeto en 2020 de un procedimiento penal por «Promoción de personas culpables de genocidio» . Su regreso a la política durante la campaña electoral se basó inicialmente en su apoyo al mundo rural y a la soberanía alimentaria, en conexión con su trayectoria profesional dentro del Instituto Nacional de Investigación y Desarrollo en el campo de la erosión de suelos. Sin embargo, se destaca especialmente por sus posiciones anti-OTAN y anti-Ucrania en el contexto de la invasión de este último por parte de Rusia, de las que culpa a Ucrania y llama a lograr « paz » retirándole todo apoyo. La noche de las elecciones declaró «Esta noche el pueblo rumano clamó por la paz. Y gritó muy fuerte, muy fuerte». El candidato habría capitalizado una imagen de hombre íntegro, serio y patriótico, así como una necesidad de «orgullo y dignidad» frente a una política exterior considerada demasiado sumisa ante la OTAN por una parte del electorado. La emoción de la que se beneficia se vuelve viral en TikTok prometiendo «paz y tranquilidad» habría sido impulsado por un aumento en el voto antisistema así como por la desinformación en línea llevada a cabo por Rusia.
La otra sorpresa de la jornada fue una advenediza en política, la candidata de la Unión Salvar Rumanía (USR), Elena Lasconi, que logro por poco margen superar al primer ministro Marcel Ciolacu, del Partido Socialdemócrata (PSD), a pesar de ser el favorito en los sondeos.Las encuestas a pie de urna inicialmente colocaron a Ciolacu como primer lugar,lo que lo llevó a agradecer a sus votantes,  diciendo que el resultado fue «claro». Aunque a medida que avanzaba el recuento, Călin Georgescu, hasta entonces segundo, tomó la delantera, por delante de Ciolacu, antes de que el ascenso de Elena Lasconi le situara finalmente en tercer lugar, excluyéndole así de la segunda vuelta. A pesar de una diferencia final de 2 mil votos que le llevó a pedir cautela antes de declarar a los ganadores, Ciolacu rápidamente decidió no impugnar los resultados. Reconoció así su derrota al día siguiente de las elecciones y anunció su dimisión como Presidente del PSD. La gran coalición que reúne a las dos principales fuerzas históricas del país, el PSD dentro del gobierno de Ciolacu habría creado un vacío político y llevado indirectamente a un aumento de candidatos antisistema. En quinto lugar, el candidato del PNL, Nicolae Ciucă, habría sufrido también la caída de popularidad del presidente saliente Klaus Iohannis, provocada por la polémica sobre sus numerosos y costosos viajes al extranjero. También dimitió como Presidente de su partido. Es la primera vez desde la caída del comunismo en 1989 que la segunda vuelta de una elección presidencial se celebra sin un candidato del PSD, del PNL o de su predecesor, el Partido Demócrata Liberal (PD-L).
El 26 de noviembre, el Consejo Nacional Audiovisual de Rumania pidió a la Comisión Europea que abriera una investigación sobre el presunto uso inapropiado de TikTok para promover la candidatura de Georgescu. Por su parte, Lasconi, que fue objeto de cuentas falsas que publicaban en el marco de sus publicaciones llamados a votar por Călin Georgescu, realizó plantones en seis instituciones estatales, incluidos los servicios de justicia y de inteligencia, a los que llamó para investigar la campaña de Georgescu. Según Lasconi la viralidad y visibilidad adquirida por las publicaciones de Georgescu no sería posible sin dinero, según los expertos, mientras que la ley fija un límite que no debe superarse y Georgescu afirma no haber gastado dinero.En respuesta, Tiktok afirma ser «extremadamente vigilante» ante la manipulación de la red social por motivos políticos.